# Klokkefrø (dokumentarfilm)
Klokkefrø er en dansk dokumentarfilm fra 1976 instrueret af Tue Ritzau.

## Handling
Optagelse af klokkefrøer i vandet.